# Diamond Race
De Diamond Race is een Belgische waterskirace op het Albertkanaal te Viersel.

## Historiek
De eerste wedstrijden, die voornamelijk regionaal georiënteerd waren, werden georganiseerd onder de naam Palietertroffee. In 1978 werd voor de eerste maal een Grote Prijs van België ingericht, maar het zou tot 1984 duren alvorens de eerste Diamond Race werd ingericht. De wedstrijd trekt een internationaal deelnemersveld aan en tussen de 5.000 à 10.000 toeschouwers. De race heeft de bijnaam Hel van Viersel.

## Erelijst

### Heren
Formule 1
| Editie | Jaar | Goud                                      | Zilver                | Brons            |
| ------ | ---- | ----------------------------------------- | --------------------- | ---------------- |
| 1      | 1984 | Andy Coe                                  | Steven Moore          | Jozef Houben     |
| 2      | 1985 | Steven Moore                              | Achim Becker          | Jozef Houben     |
| 3      | 1986 | Steven Moore                              | Darren Kirkland       | Jozef Houben     |
| 4      | 1987 | Jozef Houben                              | Steven Moore          | Mark Savage      |
| 5      | 1988 | Jozef Houben                              | Darren Kirkland       | Massi Masceroni  |
| 6      | 1989 | Steven Moore                              | Frank Stiltz          |                  |
| 7      | 1990 | Stefano Gregorio                          | Darren Kirkland       | Frank Stiltz     |
| 8      | 1991 | Nico Bertels                              | Stefano Gregorio      | Darren Kirkland  |
| 9      | 1992 | Stefano Gregorio                          | Darren Kirkland       | Steven Moore     |
| 10     | 1993 | Darren Kirkland                           | Stefano Gregorio      | Danny Van De Ven |
| 11     | 1994 | Darren Kirkland                           | Carlo Cassa           | Danny Van De Ven |
| -      | 1995 | Geen wedstrijd (wereldkampioenschap '95)  |                       |                  |
| 12     | 1996 | Wayne Mawer                               | Carlo Cassa           | Danny Van De Ven |
| 13     | 1997 | Darren Kirkland                           | Wayne Mawer           | Peter Bertels    |
| 14     | 1998 | Carlo Cassa                               | Devid Conti           | Peter Bertels    |
| 15     | 1999 | Micha Robijn                              | Carlo Cassa           | Jamie Cramphorn  |
| 16     | 2000 | Darren Kirkland                           | Micha Robijn          | Carlo Cassa      |
| 17     | 2001 | Filip Vervecken                           | Darren Kirkland       | Andy Van Olen    |
| 18     | 2002 | Stephen Robertson                         | Filip Vervecken       | Jamie Cramphorn  |
| 19     | 2003 | Filip Vervecken                           | Jamie Cramphorn       | Ronny Magdeleyns |
| 20     | 2004 | Filip Vervecken                           | Christof Van Gaeveren | Darren Kirkland  |
| 21     | 2005 | Todd Haig                                 | Christof Van Gaeveren | Darren Kirkland  |
| 22     | 2006 | Todd Haig                                 | Dimitri Bertels       | Karl Brooks      |
| 23     | 2007 | Wayne Mawer                               | Darren Kirkland       | Dimitri Bertels  |
| 24     | 2008 | Todd Haig                                 | Dimitri Bertels       | Darren Kirkland  |
| -      | 2009 | Geen wedstrijd (wereldkampioenschap '09)  |                       |                  |
| 25     | 2010 | Darren Kirkland                           | Chris Stout           | Nico Bertels     |
| 26     | 2011 | Chris Stout                               | Troy Hooker           | Marc Avela       |
| 27     | 2012 | Wayne Mawer                               | Steven Van Gaeveren   | Nico Bertels     |
| 28     | 2013 | Todd Haig                                 | Wayne Mawer           | Darren Kirkland  |
| 29     | 2014 | Dave Vansteelant                          | Darren Kirkland       | Todd Haig        |
| 30     | 2015 | Codie Rigg                                | Dave Van Steelandt    | Jake Tegart      |
| 31     | 2016 | Jack Harrison                             | Steven Van Gaeveren   | Darren Kirkland  |
| 32     | 2017 | Jack Harrison                             | Steven Van Gaeveren   | Roy De Weert     |
| -      | 2018 | Geen wedstrijd (International World Open) |                       |                  |
| 33     | 2019 | Tim Lisens                                | Frederic De Wachter   | Dave Vansteelant |

### Dames
Formule 1
| Editie | Jaar | Goud                                      | Zilver                | Brons                 |
| ------ | ---- | ----------------------------------------- | --------------------- | --------------------- |
| 1      | 1984 | Gaby Grothe                               | Wendy Sundstrom       | Nadine De Ceuster     |
| 2      | 1985 | Lizz Hobbs                                | Miriam Grignani       | Lisa Coupland         |
| 3      | 1986 | Nicky Carpenter                           | Gaby Grothe           | Annick Desair         |
| 4      | 1987 | Lisa Coupland                             | Annick Desair         | Sandra van der Grift  |
| 5      | 1988 | Nicky Carpenter                           | Sylvia Lacroix        | Teresa Ann IJssens    |
| 6      | 1989 | Nicky Carpenter                           | Rachel Casson         | Sandra van der Grift  |
| 7      | 1990 | Nicky Carpenter                           | Sandra van der Grift  | Gillian Clements      |
| 8      | 1991 | Valeria Brushi                            | Miriam Grignani       | Rachel Casson         |
| 9      | 1992 | Debbie Nordblad                           | Gillian Clements      | Miriam Grignani       |
| 10     | 1993 | Debbie Nordblad                           | Valeria Brushi        | Ann Van Olmen         |
| 11     | 1994 | Debbie Nordblad                           | Yolanda Bonestroo     | Dorothe D'Hellem      |
| -      | 1995 | Geen wedstrijd (wereldkampioenschap '95)  |                       |                       |
| 12     | 1996 | Debbie Nordblad                           | Rachel Casson         | Yolanda Bonestroo     |
| 13     | 1997 | Marina Calegari                           | Yolanda Bonestroo     | Tina Feringa          |
| 14     | 1998 | Yolanda Bonestroo                         | Dorothe D'Hellem      | Lena Feringa          |
| 15     | 1999 | Yolanda Bonestroo                         | Lena Feringa          | Ivy Jennes            |
| 16     | 2000 | Tracey Graziano                           | Christel Magdeleyns   | Yolanda Bonestroo     |
| 17     | 2001 | Yolanda Bonestro                          | Kim Lumley            | Christel Magdeleyns   |
| 18     | 2002 | Kim Lumley                                | Christel Magdeleyns   | Natalie Scott         |
| 19     | 2003 | Kim Lumley                                | Ivy Jennes            | Cally Harvey          |
| 20     | 2004 | Kim Lumley                                | Lena Feringa          | Natalie Scott         |
| 21     | 2005 | Kim Lumley                                | Ann Procter           | Lauren Eagle          |
| 22     | 2006 | Kim Lumley                                | Natascha Van Steelant | Sylvia De Spiegeleire |
| 23     | 2007 | Kim Lumley                                | Sabine Ortlieb        | Lacey Nordblad        |
| 24     | 2008 | Kim Lumley                                | Sabine Ortlieb        | Sylvia De Spiegeleire |
| -      | 2009 | Geen wedstrijd (wereldkampioenschap '09)  |                       |                       |
| 25     | 2010 | Trudi Stout                               | Vicky Leysen          | Kathrin Ortlieb       |
| 26     | 2011 | Trudi Stout                               | Christel Magdeleyns   | Lena Feringa          |
| 27     | 2012 | Erin Saunders                             | Christel Magdeleyns   | Kathrin Ortlieb       |
| 28     | 2013 | Trudi Stout                               | Kathrin Ortlieb       | Vicky Leysen          |
| 29     | 2014 | Kathrin Ortlieb                           | Vicky Leysen          | Christel Magdeleyns   |
| 30     | 2015 | Sabine Ortlieb                            | Vicky Leysen          | Marissa Alongi        |
| 31     | 2016 | Sabine Ortlieb                            | Kathrin Ortlieb       | Karen White           |
| 32     | 2017 | Sabine Ortlieb                            | Hannah Bird           | Samantha Clark        |
| -      | 2018 | Geen wedstrijd (International World Open) |                       |                       |
| 33     | 2019 | Sabine Ortlieb                            | Sarah Verbeeck        | Vicky Leysen          |